# Новий Янув (Підляське воєводство)
Новий Янув (пол. Nowy Janów) — село в Польщі, у гміні Янув Сокульського повіту Підляського воєводства.
Населення — 81 особа (2011).
У 1975-1998 роках село належало до Білостоцького воєводства.

## Демографія
Демографічна структура станом на 31 березня 2011 року:
|          | Загалом | Допрацездатний вік | Працездатний вік | Постпрацездатний вік |
| -------- | ------- | ------------------ | ---------------- | -------------------- |
| Чоловіки | 37      | 12                 | 20               | 5                    |
| Жінки    | 44      | 7                  | 26               | 11                   |
| Разом    | 81      | 19                 | 46               | 16                   |